# Bel Ami (Band)
Bel Ami war eine deutsche Rockband aus Berlin, die vor allem in den 1980er Jahren tätig war. In Stil und Musik wird die Band der Neuen Deutschen Welle als auch dem traditionellen Rock zugeordnet.

## Bandgeschichte
Gegründet wurde die Band 1978, ein Jahr später wurde die erste LP Berlin bei Nacht aufgenommen. Der gleichnamige Titelsong wurde auch in türkischer Sprache („Gece Berlin de“) veröffentlicht.
Die Lokalmatadore, die ehrlichen Heavyrock mit weitgehend klischeefreien deutschen Texten propagierten, hinterließen einen bleibenden Eindruck in der Musikszene – auch abseits der Neuen Deutschen Welle. Nach kurzer Zeit kam für Schmidt, der zu Interzone wechselte, Arno Koch in die Band. Zwischenzeitlich traten Walzberg, Hülsmann und Rausch unter dem Namen Granny Smith als Status-Quo-Covertrio auf, und schafften es bis in das Vorprogramm des ersten Berlin-Konzerts von AC/DC im Kant-Kino.
Mit dem Lied Berlin bei Nacht gab es offenbar früh rechtliche Probleme. Es ist eine Coverversion des Songs Berlin By Night von Knut Schaller der Gruppe PVC. Von der LP Berlin bei Nacht existieren deshalb zwei Ausgaben. In der ursprünglichen Auflage war das – heute auch als Sax-Version bezeichnete – Original zu hören, auf der Zweitpressung stattdessen ein ähnlich klingendes Lied, das den gleichen Titel trägt. Auf der CD von 1994 findet sich, mit korrigierter Angabe des Autors, wieder die erste Version.

## Besetzung
- Arno Koch (Bass, Gesang)
- Burghard Rausch (Schlagzeug, Gesang) vorher bei Sopwith Camel, Agitation Free
- Lutz Walzberg (Gesang, Gitarre) vorher bei Granny Smith
- Hartmut (Hucky) Werk (Sologitarre, Gesang)
- Rudy Jürs (ab 1984, Gesang, vorher bei der Gruppe Frizz)

## Diskografie

### Alben
- Berlin bei Nacht (1. Pressung LP 1979; als CD 1994)
- Berlin bei Nacht (2. Pressung LP 1980)
- Live (Maxi-Single 1980)
- Großstadtmelodie (LP 1981; als CD 1994)
- So weit die Füße tragen (LP 1984)
- Live 1994 (CD)

### Singles
- Marmor, Stein und Eisen (1979)
- Grece Berlin de (1980)
- Downtown (1981)
- Großstadtmelodie (1981)
- In 80 Tagen ist alles vorbei (1981)
- Piloten (1984)
- Du machst mich verrückt (1984)